# Linga sharira
Linga sharira (em sânscrito: linga, significando modelo; e sharira, que provem da raiz verbal sri, significando apodrecer), ou duplo etérico, designa, na teosofia, o 2º princípio na constituição setenária do homem, que é levemente mais etéreo que o corpo físico (sthula sharira). Segundo a Teosofia, ele permeia todo o corpo humano, sendo um molde de todos os órgãos, artérias, e nervos.
Linga sharira também recebe outros nomes tais como corpo etérico, corpo fluídico, duplo etérico, fantasma, doppelganger, homem astral, etc. Após a morte física, este duplo etérico ainda permanece algum tempo com vitalidade, formando o que se chama de "espectro" ou "fantasma". Segundo Blavatsky, o duplo etérico desempenha um papel importante nos fenômenos espíritas, sendo a substância que forma os chamados "espíritos materializados" nas sessões espíritas.
Deve-se notar que na literatura teósofica original (como a escrita por Blavatsky) o termo "corpo astral" não tem o mesmo significado de que o termo utilizado em literatura teosófica posterior (como a de C. W. Leadbeater). Nas obras de Blavatsky o corpo astral não se refere ao corpo emocional mas ao duplo etérico linga sharira. Contudo, mais tarde, C.W. Leadbeater e Annie Besant (Adyar School of Theosophy), e a seguir a eles, Alice Bailey, equacionaram o astral com o princípio kama (desejo) e designaram-no por corpo emocional (um conceito não encontrado na Teosofia anterior).
O duplo etérico é equivalente ao corpo vital na literatura rosacruciana de Max Heindel , pois o mesmo refere que o corpo etérico ou vital é divisível pelo indivíduo de forma voluntária-consciente-positiva (no caso de um "Auxiliar Invisível") ou de forma involuntária-inconsciente-negativa (no caso de "Medium"), em duas partes, cada uma das quais com dois etéres. A designação de "corpo vital", segundo Heindel, deve-se ao facto de o éter ser o meio de ingresso da força vital do Sol e das agências na natureza que promovem actividades vitais com o assimilação, o crescimento e a propagação.